# 닷지 차저
닷지 차저(Dodge Charger)는 크라이슬러의 닷지 디비전에서 만드는 스포츠카이다. 유럽의 슈퍼카와는 달리 높은 마력과 최고속력이 아닌 넉넉한 배기량과 토크, 출발 가속력에 중점을 두는 미국식 스포츠카인 머슬카로 분류되며, 과거에는 쿠페와 해치백으로 출시되었으나, 현재는 세단으로 출시되고 있다.
- 차종 : 세단
- 제조사 : 닷지
- 생산년도 : 1963년
- 조립 :  미국
- 구동형식 : 후륜구동
- 연료 : 가솔린

## 차명의 의미
일반적으로 차저(영어: Charger)는 충전기(充電器)를 의미하는 말로 많이 쓰이나, 이 차의 이름은 돌격자 또는 군용마(軍用馬)로 해석하는 것이 정확하다.

## 역사

### B플랫폼 (1966~1978)
```
닷지 차저 B 바디
포드 머스탱과 럭셔리 쿠페인 선더 버드 사이의 틈새시장을 공략하기로한 닷지는 중형 세단 코로넷의 B 플랫폼을 기반으로 닷지 차저를 시판한다. 초기에는 v8만 출시되었으나, 나스카경주 출전 사양의 양산형으로 426 헤미엔진을 탑재한 차저 500, 차저 데이토나도 시판되었다.이 
시기 차저는 라디에이터에 숨어있다 점등시 노출되는 해드램프를 장착한 것이 특징이다. 하지만 석유파동으로 인해 단종되었다.한국에서는 영화 분노의 질주를 통해 알려졌다
```

### L플랫폼 (1983~1987)
닷지 차저 L-바디(Dodge Charger L-body)는 닷지 차저의 2세대로서, 닷지 옴니의 해치백 쿠페 버전이다. 고성능 셸비 차저도 출시되었다.

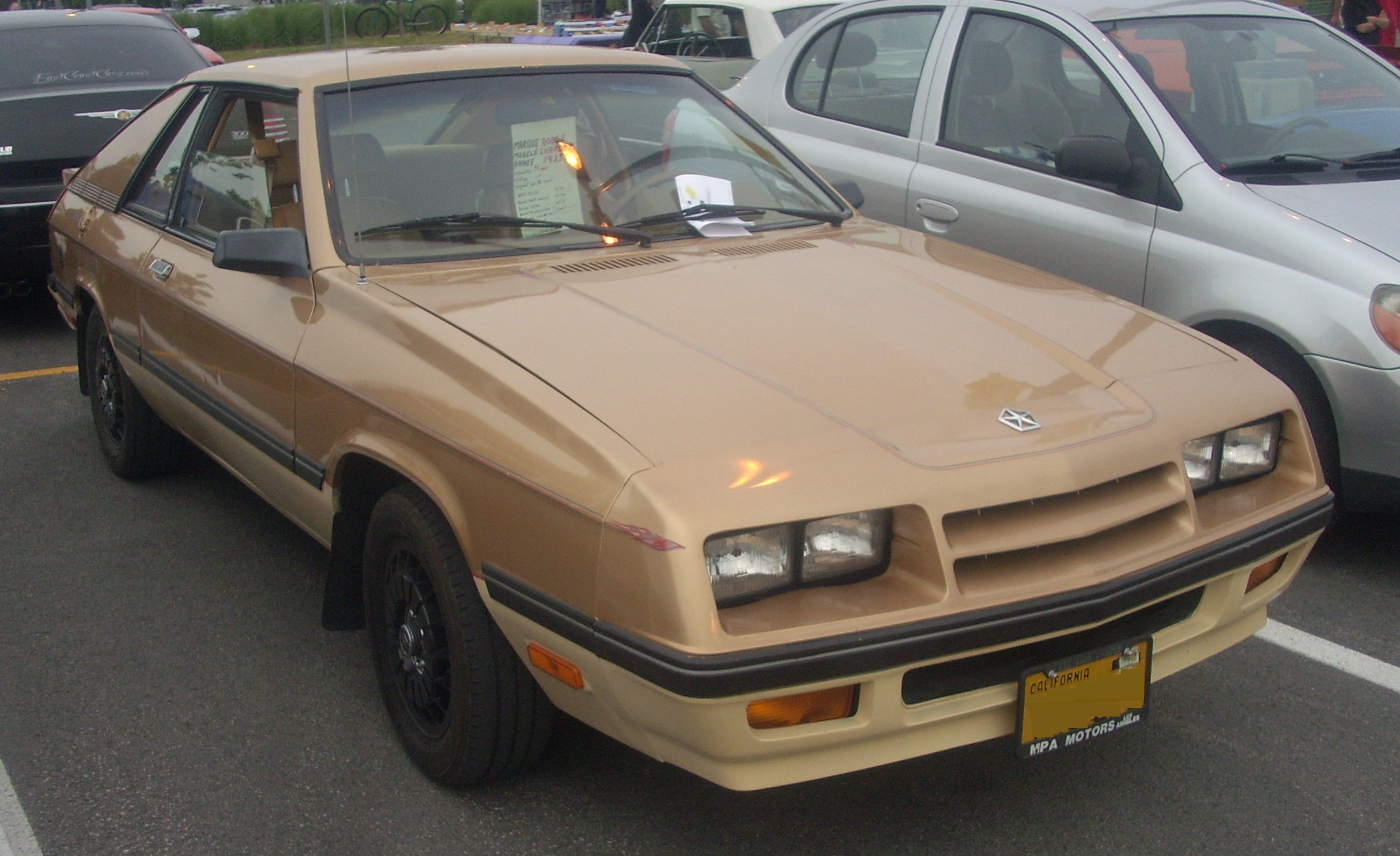
1985년형 차저

닷지의 소형차 옴니에 사용된 전륜구동 L 플랫폼을 기반으로 옴니 024의 후속 모델이자 폭스바겐의 1,700cc 엔진(이후 푸조 1,600cc 엔진으로 대체됨) 및 2,200cc 터보엔진을 장착한 소형 해치백 쿠페인 2세대 차저가 1983년에 시판되었다. 머스탱 튜너로 명성을 날리던 캐롤 셸비가 튜닝한 셸비 차저도 선보였다. 1987년 후속모델 섀도우의 출시로 단종되었다.

### LX플랫폼 (2005~2011)
닷지 차저 LX(Dodge Charger LX)는 닷지 차저의 3세대 모델로서, 크라이슬러 300C와 플랫폼을 공유하는 대형 스포츠 세단이다.

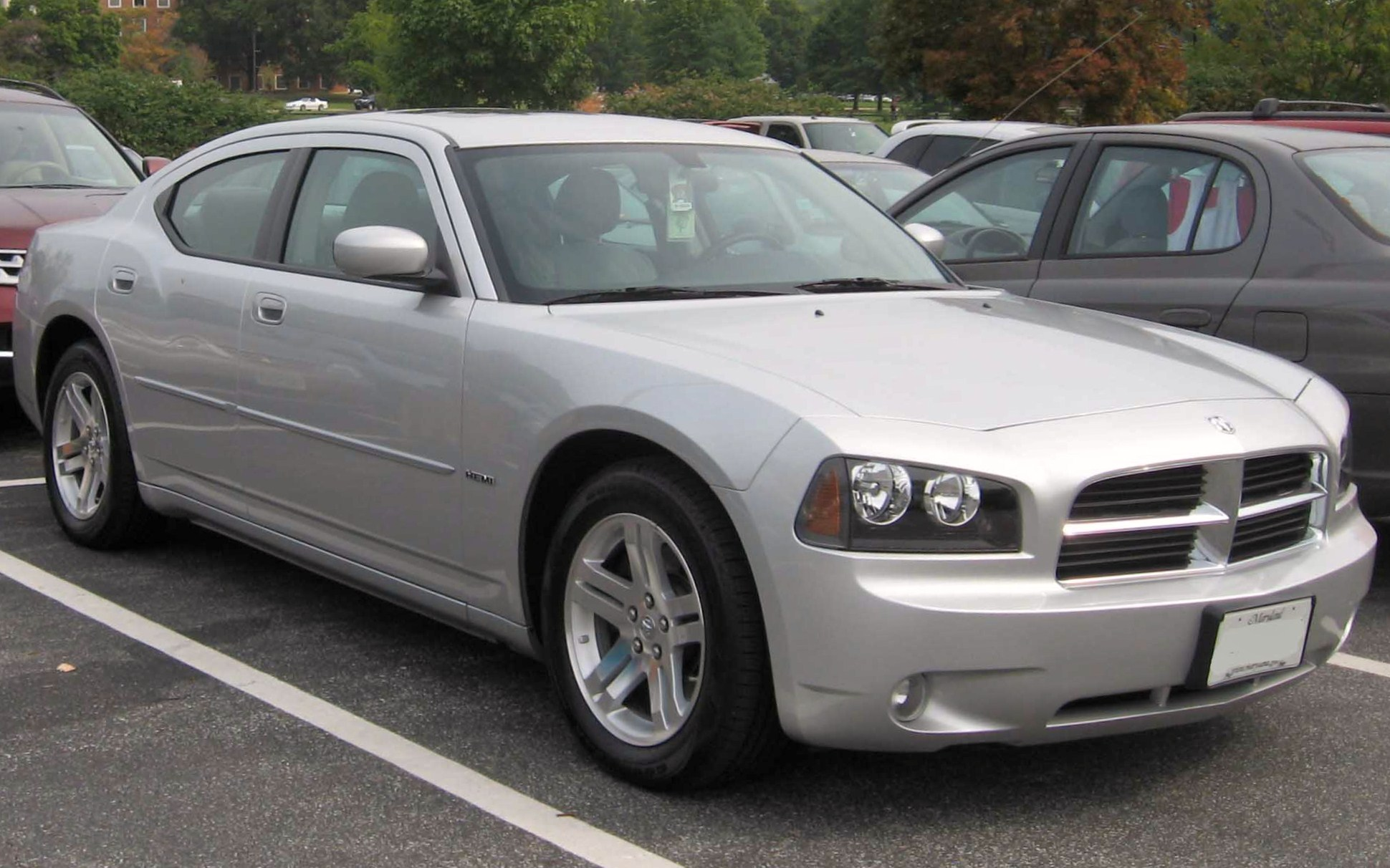
2006~07년형 차저 R/T

1999년에 닷지가 선보인 차저 컨셉트카를 바탕으로 2005년부터 인트레피드의 후속 모델로 양산되기 시작하였다. 크라이슬러 300C의 후륜구동 LX 플랫폼을 바탕으로 개발되었으며, 과거의 쿠페, 해치백이 아닌 세단형으로 출시되었다. 라인업은 SE/SXT(V6 3.5리터 250마력), R/T(V8 5.7리터 340마력), SRT8(V8 6.1리터 425마력)으로 구성되었으며, 수동변속기는 적용되지 않고 전 차량이 자동변속기가 기본적으로 적용된다. 2006년에 시카고 오토쇼를 통해 차저 데이토나 R/T, 뉴욕 국제 오토쇼를 통해 차저 슈퍼비 등 다양한 라인업이 선보였다.
2010년에 닷지는 차저의 모델 부분변경과 함께 경찰차 사양 '차저 퍼슈트(Charger Pursuit)'를 공개했다. 차저 퍼슈트는 경찰 업무 수행에 알맞게 서스펜션과 ABS, 전후 스테빌라이저를 강화하고 전면부에 푸쉬범퍼를 장착하였으며, 무선통신 설비 탑재를 위하여 변속기가 플로어식에서 칼럼식으로 변경된 것이 특징이다.
2011년형 닷지 차저는 기본적으로 후륜구동이나 R/T Plus패키지만 AWD를 채택한다. 이외에는 모두 FR구동.
2011년에 페이스 리프트를 거쳤으며, 2015년에 다시 한 번 페이스 리프트를 거쳤다.
현재 대한민국 내에서 닷지 차저의 수입 및 판매에 대한 계획이나 발표는 아직 없다. 일본에서는 2007년부터 수입, 시판하였으나 판매 부진으로 2010년부터 수입을 중단하였다.

## 비디오 게임에서의 등장
- 포르자 호라이즌

## 애니메이션에서의 등장
- 강철소방대 파이어로보, 쥐라기캅스, 또봇V 등 스튜디오 버튼이 만든 작품에서 LX 1세대 모델이 경찰차로 나온다